# 安哥拉兔

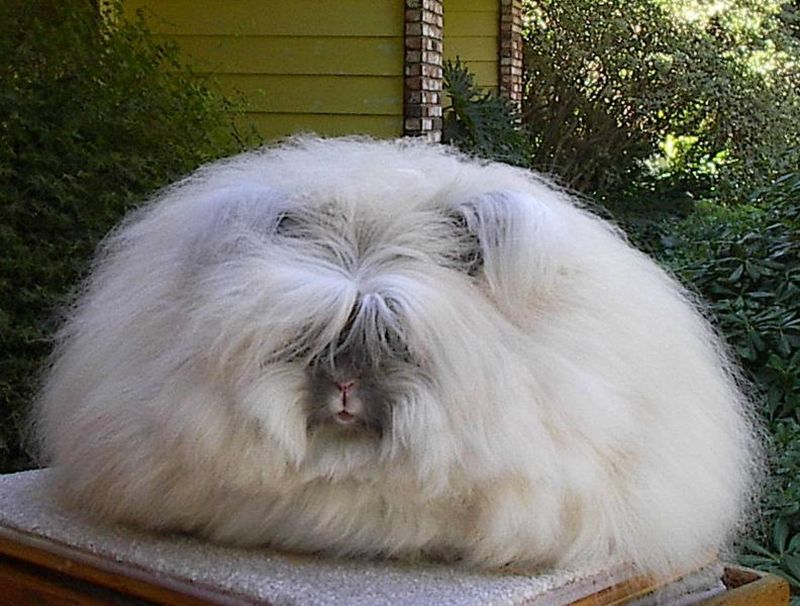
英国安哥拉兔

安哥拉兔（英語：Angora rabbit），长毛兔的一种，源于土耳其的安卡拉（Ankara）省，安卡拉旧时西方称为安哥拉（Angora）（与非洲国家安哥拉没有关系，不少人误以为安哥拉兔是产自非洲国家安哥拉），1930年应土耳其邮政法的要求改称土耳其语名“安卡拉”。因其毛细长，有点像安哥拉山羊及安哥拉猫，故名为安哥拉兔。
法国王室在18世纪中期将其作为宠物，因此而该世纪末在欧洲流行。安哥拉兔第一次出现在美国是在20世纪初，而中国则在1926年引进。
安哥拉兔主要因其纤长的安哥拉兔毛而被广泛饲养，兔毛主要以剪、梳或拔的方法取得。
安哥拉兔有许多独立品系，其中四种为美国家兔育种协会（, ）所认定，它们是：英国安哥拉兔、法国安哥拉兔、缎毛安哥拉兔和巨型安哥拉兔。其他的品种还有德国安哥拉兔、中国安哥拉兔、瑞士安哥拉兔、芬兰安哥拉兔、朝鲜安哥拉兔及圣卢西亚安哥拉兔等。

## 外观及毛发
安哥拉兔主要因其睡眠时丝状而纤细柔软的兔毛而被饲养。兔毛直径仅11微米，较开司米更加纤细柔软。安哥拉兔具有诙谐的外观，看起来像一个有脸的毛球。多数性格温顺，但当小心护理。刷毛是预防其毛发褪光及脱毛的必要措施。毛发硬块（wool block）是安哥拉兔的常见问题，一旦出现当迅速处理。年内三至个四月间当剪一次毛。

## 生物学特性
兔类并不像许多其它动物一样有致敏性。家养的兔子悉心照顾的话，其平均寿命约为7-12年，但野生的兔子寿命则较短。需要对其进行护理。缎毛安哥拉兔的针毛较少，故而其毛发更易缠结。饲养时，当注意防止毛发硬块产生，毛发堵塞消化道是一个潜在的致死因素。合适的饮食可降低其对毛发硬块的敏感性。

## 饲养及毛发硬块问题
如同其它的兔子一样，安哥拉兔需要以大量的干草饲育。从干草中获得的纤维可帮助预防其出现毛发硬块（亦称为肠嵌塞）。另外强烈推荐安哥拉兔或其他长毛兔种使用含有至少13%纤维的丸状饲料，纤维含量可在饲料袋上的营养成分表中找到。此外脱水还可能导致粪便嵌塞，可提供大量的水及舐盐以促进其饮水。
因兔子自行梳理时会消化其毛发，故而每90天左右至少剪一次毛被认为是防止毛发硬块出现的必要方法。木瓜（杂货店卖的木瓜维他命剂）的膳食补充剂可帮助它们在其消化道中使毛发硬块崩溃。兔子所吞下的毛发不能咳出或呕出，一旦其消化道充满吞下的毛发，将导致其缓慢饿死。如果不做处理，毛发硬块亦会致死。兔笼中预留宽阔的空间，作为兔子活动及每日放置新鲜、马用干草饲料的空间，这样可帮助兔毛从其消化系统中清除并防止毛发硬块出现，这种方法为许多专业安哥拉兔饲养者所广泛使用。还有一种常用的方法，即在饲料中加入新鲜的菠萝及木瓜，它们所含的凤梨蛋白酶及木瓜蛋白酶可帮助分解（蛋白酶解）体内的毛发硬块，并将其排出兔子的消化系统。另外使其毛发松弛的方法还有：放置一个松果给兔子玩耍。兔子会不停地轻啃、扔出松果，松果就会变成一个兔笼中有效的毛发收集器。当松果被啃坏或沾满毛发时，替换之。

## 品種
美国家兔育种协会（, ）认定有四种不同品种的安哥拉兔：英国安哥拉兔、法国安哥兔、缎毛安哥拉兔和大型安哥拉兔。德国安哥拉兔亦很普遍，但并未被ARBA所认定，该品种有其自己的协会——。

### 大型安哥拉兔

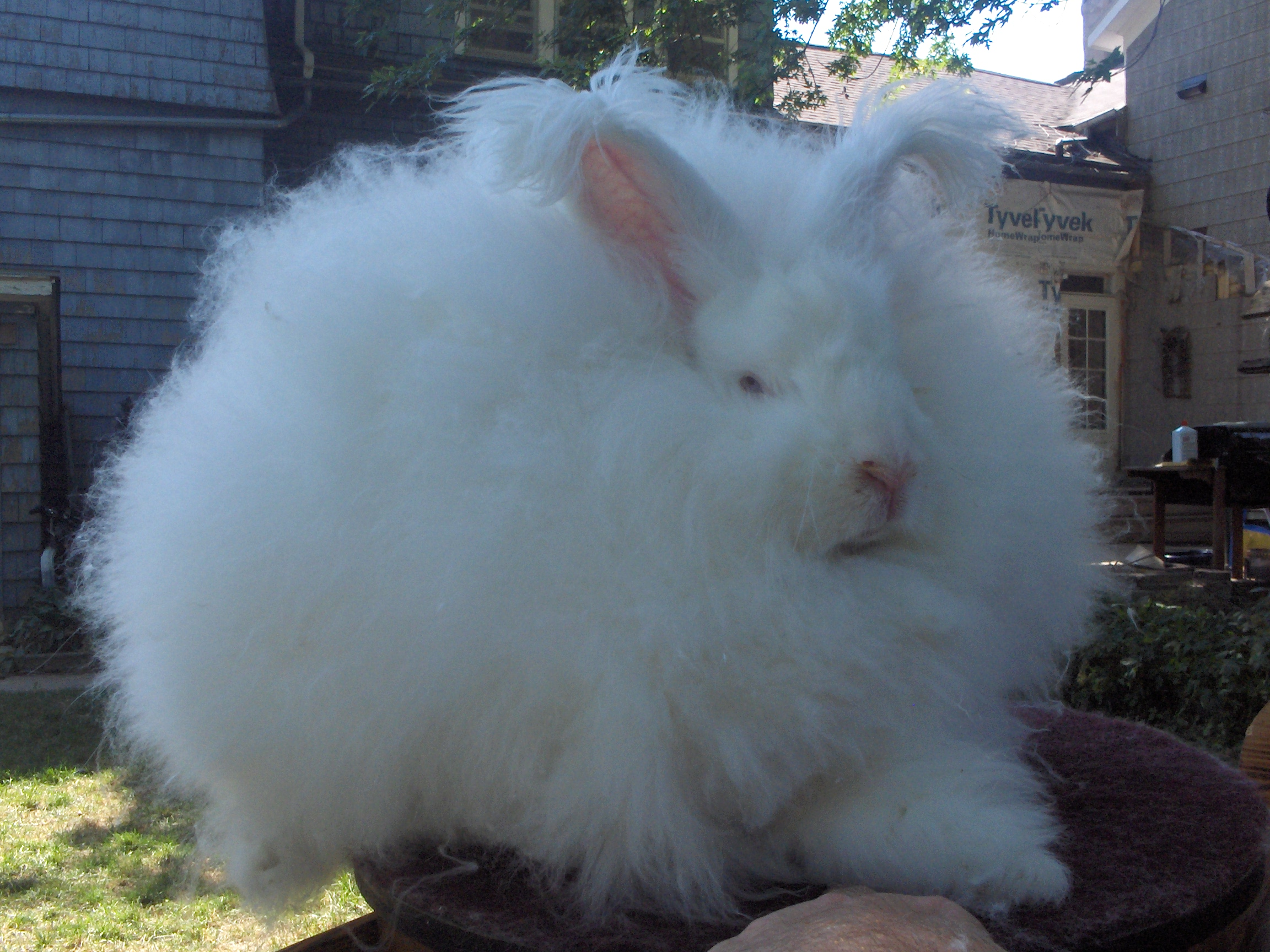
一只雄的大型安哥拉兔

大型安哥拉兔，又译巨型安哥拉兔，原产地美国，约有四公斤重。它的体形为安哥拉品种中最大的，长2到4英尺，耳朵则长有流苏，不会换毛。

### 法国安哥拉兔
法国安哥拉兔，原产法国，身体呈椭圆形。

### 英国安哥拉兔
英国安哥拉兔，原产土耳其。安哥拉兔中以它最小。

### 缎毛安哥拉兔
缎毛安哥拉兔，原产加拿大。

## 活拔兔毛问题
2013年11月，香港的亚洲善待动物组织（PETA Asia）在网络上发布了一段3分48秒的影片，称在中国的安哥拉兔养殖场中，采用活体拔毛的方法收集兔毛。而世界市场上90%的安哥拉兔毛均由中国供应，因此，呼吁人们不要购买含安哥拉兔毛的产品。
而中国畜牧业协会兔业分会之后称，该协会在全国长毛兔的主要养殖区山东、浙江等地调查后发现，活体拔毛“仅是个别养殖农户较为极端的不当行为，不具代表性”。
但随后，PETA Asia发言人文雯称，活拔兔毛是中国畜牧业协会自身所提倡的做法，并指出“在2012年8月12日的一篇《提高毛用兔产毛量的措施》文章中，该协会指导养殖户将兔子‘除头部、尾部及脚的毛外，周身的毛全拔光’。”
中国畜牧业协会兔业分会副秘书长颉某则坚称活拔兔毛已被淘汰，“在我们网站的平台上，这样的文章，应该是网站管理员在审核上出现疏漏，其实这种方法早就已经不是主流了。”

## 圖集

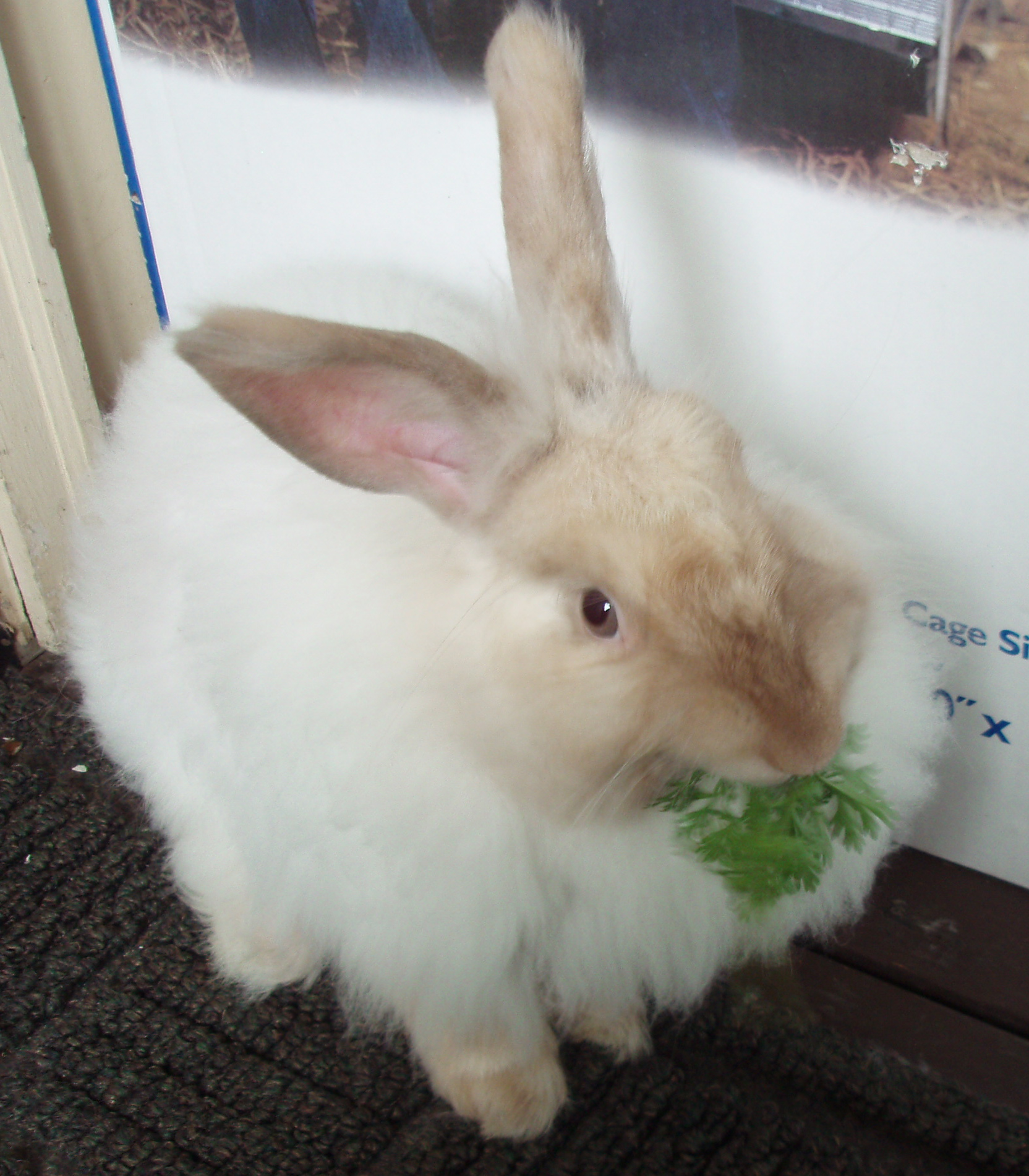
法国安哥拉兔
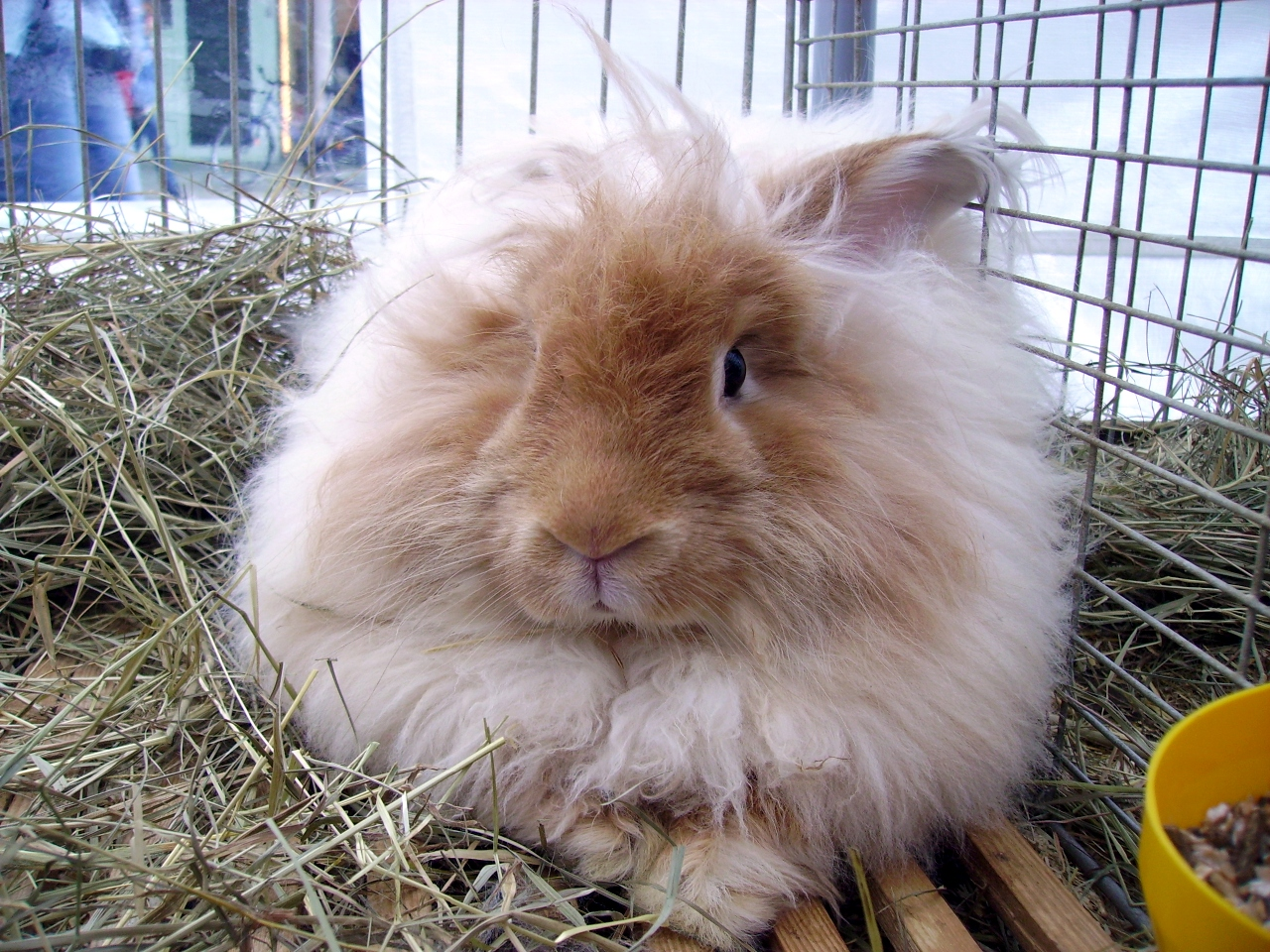
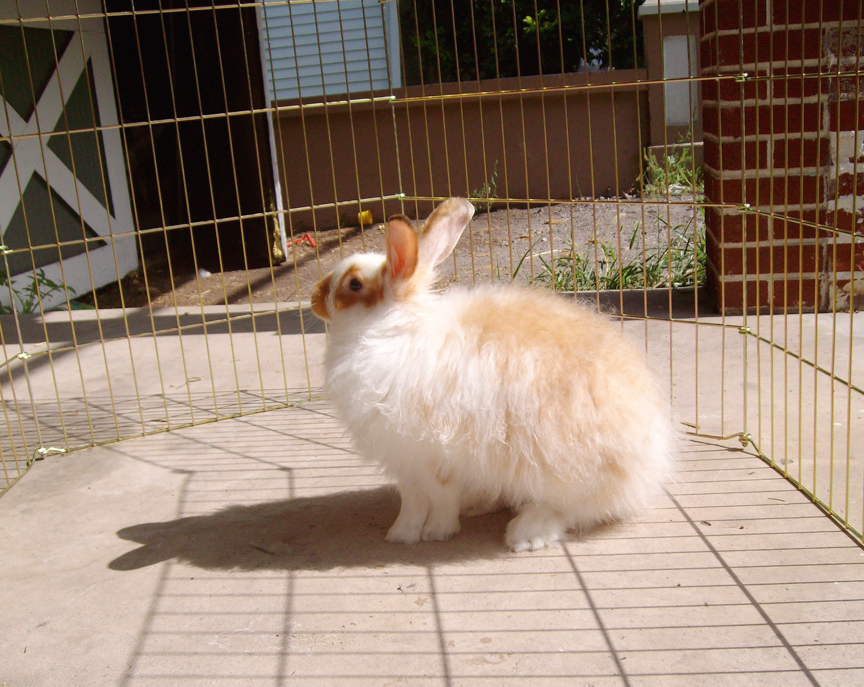
缎毛安哥拉兔
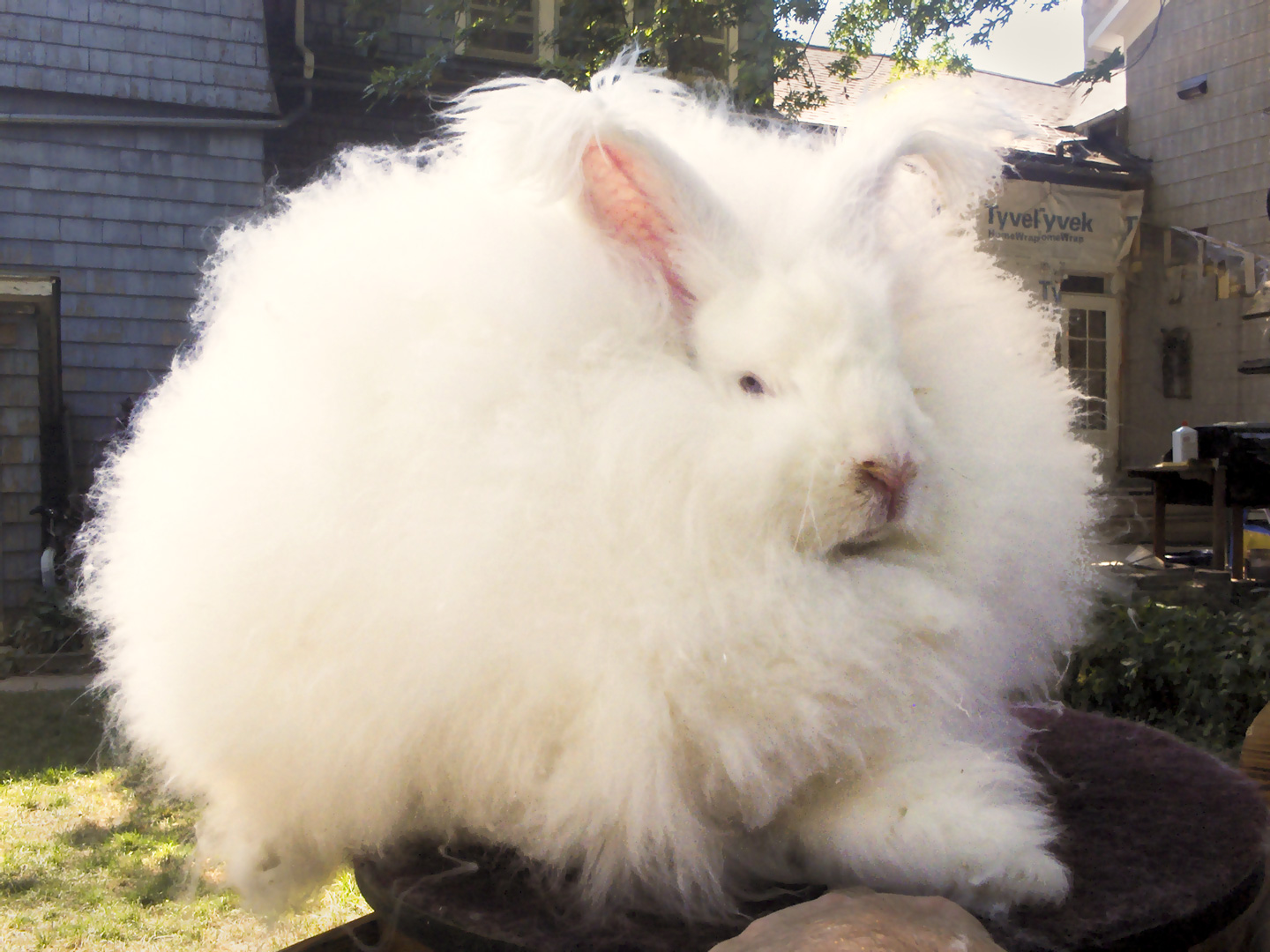
一只雄的大型安哥拉兔（图片经修改）
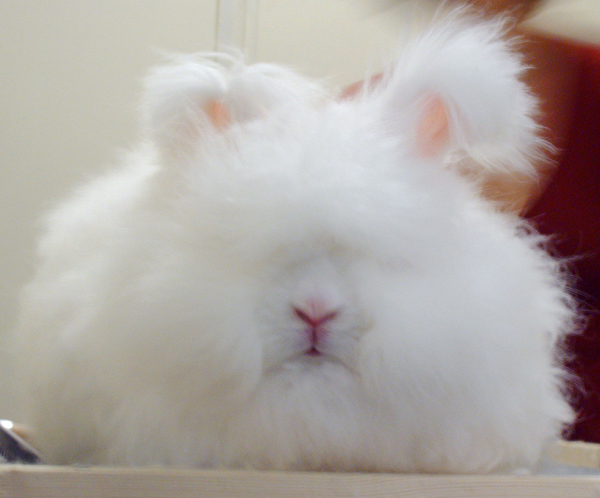
一只雄性英国安哥拉兔，白毛红眼